# راشل پلانز
راشل پلانز (انگلیسی: Rachel Peláez؛ زادهٔ ۵ مهٔ ۱۹۹۳) بازیکن فوتبال اهل کوبا است.
وی همچنین در تیم‌های ملی فوتبال Cuba women's national under-20 football team و Cuba women's national football team بازی کرده‌است.